# Becky Albertalli
Rebecca Albertalli, detta Becky (Atlanta, 17 novembre 1982), è una scrittrice e psicologa statunitense.

## Biografia
Nata Rebecca Goldstein e cresciuta ad Atlanta, in Georgia, con sua sorella Caroline, dove tuttora vive con suo marito, Brian Albertalli, e i suoi figli, Owen e Harry. Ha frequentato il college in Connecticut dove si è laureata in psicologia, per poi trasferirsi a Washington, dove ha ottenuto un dottorato in psicologia clinica. Ha lavorato come psicologa clinica per bambini e adolescenti fino alla nascita del suo primo figlio, per poi decidere di dedicarsi alla scrittura.
Albertalli cita la scrittrice australiana Jaclyn Moriarty come suo modello d'ispirazione per diventare una scrittrice.
Specializzata in narrativa young-adult, ha esordito nel 2015 con il romanzo Non so chi sei ma io sono qui che affronta temi come il bullismo e il coming out ed è stato trasposto nel film Tuo, Simon tre anni dopo, per la regia di Greg Berlanti. Nel 2017 pubblica The Upside of Unrequited, secondo romanzo young-adult facente parte del "Simon-verse" e l'anno dopo esce Sempre e solo Leah (Leah on the Offbeat), terzo romanzo della serie con protagonista Leah Burke, migliore amica di Simon, e in cui ritornano i personaggi principali del primo libro. Attualmente, ha collaborato con lo scrittore Adam Silvera al libro What If It's Us.
Con Non so chi sei ma io sono qui ha ottenuto diversi riconoscimenti letterari, tra cui il William C. Morris Award dell'American Library Association nel 2016 come Miglior romanzo di debutto per ragazzi del 2015 e il Deutscher Jugendliteraturpreis nel 2017.

## Opere

### Romanzi

#### Simonverse
- Non so chi sei ma io sono qui (Simon vs. the Homo Sapiens Agenda, 2015), Milano, Mondadori, 2016 traduzione di Tiziana Lo Porto ISBN 978-88-04-66303-4.
- The Upside of Unrequited (2017)
- Sempre e solo Leah (Leah on the Offbeat, 2018), Milano, Mondadori, 2019 traduzione di Denise Silvestri ISBN 978-88-04-70814-8.
- Love, Creekwood (2020)

#### Altri Romanzi
- Può succedere anche a noi? (What If It's Us, 2018), Milano, Mondadori, 2019 traduzione di Roberta Verde ISBN 978-88-04-71704-1. Riedito col titolo E se capita a noi?, Milano, Mondadori, 2022 ISBN 978-88-04-75672-9. Scritto a quattro mani con Adam Silvera
- Yes No Maybe So, 2019. Scritto a quattro mani con Aisha Saeed
- Kate in Waiting, 2021
- Eccoci ancora qui, (Here's To Us, 2021), Milano, Mondadori, 2022 traduzione di Roberta Verde ISBN 978-88-04-74552-5. Scritto a quattro mani con Adam Silvera

### Saggi Brevi
- Dear Heartbreak: YA Authors and Teens on the Dark Side of Love, 2018

## Filmografia
- Tuo, Simon (Love, Simon) (2018) regia di Greg Berlanti (soggetto)